# 毛基业
毛基业，中国人民大学商学院教授、原院长，主要研究领域为传统企业的数字化转型与组织重构等，曾担任国际信息系统学会中国分会主席。毛基业曾入选长江学者特聘教授，还曾获得中国国家杰出青年科学基金。